# Marion Zioncheck

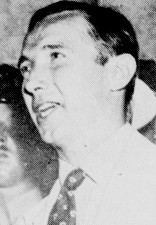
Marion Zioncheck, US-amerikanischer Politiker (1936)

Marion Anthony Zioncheck, geboren als Marjan Antoni Zajaczek (* 5. Dezember 1901 in Kęty, Galizien; † 7. August 1936 in Seattle, Washington) war ein US-amerikanischer Politiker. Zwischen 1933 und 1936 vertrat er den Bundesstaat Washington im US-Repräsentantenhaus.

## Werdegang
Marion Zioncheck wurde 1901 in Kęty geboren, das damals zur Doppelmonarchie Österreich-Ungarn gehörte und heute ein Teil von Polen ist. Im Jahr 1905 wanderten seine Eltern mit ihm nach Amerika aus. Die Familie ließ sich in Seattle im Staat Washington nieder. Zioncheck besuchte die öffentlichen Schulen seiner neuen Heimat und studierte danach bis 1919 an der University of Washington in Seattle. Nach einem Jurastudium an dieser Universität und seiner im Jahr 1929 erfolgten Zulassung als Rechtsanwalt begann er in Seattle in seinem neuen Beruf zu arbeiten.
Politisch wurde Zioncheck Mitglied der Demokratischen Partei. In den Jahren 1932 und 1934 war er Delegierter auf deren regionalen Parteitagen im Staat Washington. Bei den Kongresswahlen von 1932 wurde er im ersten Wahlbezirk des Staates Washington in das US-Repräsentantenhaus in Washington, D.C. gewählt, wo er am 4. März 1933 die Nachfolge von Ralph Horr antrat. Nach einer Wiederwahl im Jahr 1934 konnte er bis zu seinem Tod am 7. August 1936 im Kongress verbleiben. Dort setzte er sich für Präsident Franklin D. Roosevelt und dessen New-Deal-Politik ein. Im Jahr 1933 wurde außerdem der 21. Verfassungszusatz verabschiedet, durch den der 18. Zusatzartikel aus dem Jahr 1919 wieder aufgehoben wurde. Dabei ging es um das Prohibitionsgesetz.
Marion Zioncheck starb unter mysteriösen Umständen am 7. August 1936. Er fiel aus dem Fenster im fünften Stock eines Gebäudes in Seattle, in dem er ein Büro unterhielt. Außerdem hinterließ er einen Abschiedsbrief. Während das alles nach einem Selbstmord aussah, glaubten Verwandte und Bekannte an einen vorgetäuschten Suizid. Sie waren der Meinung, Zioncheck sei ermordet worden. Geklärt wurden die Hintergründe seines Todes nie.